# Soukaphone Vongchiengkham
Soukaphone Vongchiengkham, né le 9 mars 1992 à Champassak au Laos, est un footballeur international laotien qui évolue au poste de milieu offensif au Nakhon Si United, en Thai League 2.
Il compte 28 sélections pour 6 buts en équipe nationale depuis 2010.

## Biographie

### Équipe nationale
Soukaphone Vongchiengkham est convoqué pour la première fois par le sélectionneur national David Booth pour un match des éliminatoires du Championnat de l'ASEAN 2010 face au Cambodge le 22 octobre 2010. Lors de sa deuxième sélection, le 24 octobre 2010, il marque son premier but, contre les Philippines lors d'un match des éliminatoires du Championnat de l'ASEAN 2010 (2-2).
Lors de sa troisième sélection, le 26 octobre 2010, il marque son deuxième but en sélection, contre le Timor oriental lors d'une victoire 6 à 1 durant un match des éliminatoires du Championnat de l'ASEAN 2010.
Il compte 28 sélections et 6 buts avec l'équipe du Laos depuis 2010.

## Statistiques

### Buts en sélection
Le tableau suivant liste tous les buts inscrits par Soukaphone Vongchiengkham avec l'équipe du Laos.